# باري ليندساي
باري ليندساي (بالإنجليزية: Barry Lindsey)‏ هو لاعب كرة قدم بريطاني في مركز الوسط، ولد في 17 أبريل 1944 في Scunthorpe ‏ في المملكة المتحدة. لعب مع سكونثورب يونايتد.